# Ольшинков
Ольшинков (словац. Oľšinkov) — село и одноимённая община в районе Медзилаборце Прешовского края Словакии. В письменных источниках начинает упоминаться с 1567 года.

## География
Село расположено в восточной части края, вблизи государственной границы с Польшей, при автодороге 3867. Абсолютная высота — 450 метров над уровнем моря. Площадь муниципалитета составляет 7,65 км².

## Население
| Год:                | 1994 | 2004     | 2014     | 2024     |
| ------------------- | ---- | -------- | -------- | -------- |
| Количество человек: | 57   | 34       | 27       | 22       |
| Разница:            |      | −40,35 % | −20,58 % | −18,51 % |

По данным последней официальной переписи 2021 года, численность населения Ольшинкова составляла 20 человек.
Национальный состав населения (по данным переписи населения 2011 года):
| Национальность | Численность, человек |
| -------------- | -------------------- |
| русины         | 16                   |
| словаки        | 13                   |
| украинцы       | 6                    |

По данным переписи 2021 года, в конфессиональном составе населения преобладали православные христиане (90 %) и греко-католики (10 %).